# Zakłady Budowy Maszyn i Aparatury im. Ludwika Zieleniewskiego w Krakowie
Zakłady Budowy Maszyn i Aparatury im. Ludwika Zieleniewskiego w Krakowie SA – przedsiębiorstwo będące jedną z najstarszych firm branży budowy maszyn w Polsce, nieprzerwanie produkujące szeroki asortyment części, urządzeń i maszyn. Specjalizują się w wykonywaniu usług w produkcji jednostkowej i małoseryjnej, tj. maszyny, części maszyn, sprężarki śrubowe. Klientami zakładów są między innymi firmy z Niemiec, Francji, Hiszpanii, Belgii, Ukrainy, Estonii, Norwegii, Szwecji i Stanów Zjednoczonych. W 2008 roku ZBMiAp całkowicie przeniosły się do Niepołomic.

## Chronologia wydarzeń
- 1804-1810 – Kuźnia Pawła Nowakowskiego
- 1810-1851 – Kuźnia Antoniego Zieleniewskiego
- 1851-1853 – Fabryka Narzędzi Gospodarczo-Rolniczych i Machin Przemysłowych
- 1853-1906 – C.K. Uprzywilejowana Krajowa Fabryka Maszyn Rolniczych i Narzędzi Ludwika Zieleniewskiego
- 1906-1913 – C.K. Uprzywilejowana Fabryka Maszyn L. Zieleniewski Towarzystwo Akcyjne
- 1913-1928 – Polskie Fabryki Maszyn i Wagonów L. Zieleniewski S.A.
- 1928-1939 – Zjednoczone Fabryki Maszyn i Wagonów L. Zieleniewski i Fitzner-Gamper S.A.
- 1939-1945 – Vereinigte Maschinen Kessel und Waggon-Fabriken L. Zieleniewski und Fitzner Gamper Aktiengesellschaft
- 1945-1948 – Zjednoczone Fabryki Maszyn i Wagonów L. Zieleniewski i Fitzner-Gamper S.A.
- 1948-1950 – Zakłady Budowy Maszyn, Mostów i Aparatów L. Zieleniewski
- 1950-1951 – Zakłady Budowy Urządzeń Kotlarsko-Mechanicznych, Przedsiębiorstwo Państwowe Wyodrębnione, Zakład nr 7
- 1951-1952 – Zakłady Budowy Maszyn i Aparatury, Przedsiębiorstwo Państwowe Wyodrębnione
- 1952-1990 – Zakłady Budowy Maszyn i Aparatury im. Stanisława Szadkowskiego
- 2008-2009 – Zakłady Budowy Maszyn i Aparatury im. Ludwika Zieleniewskiego, zostają przeniesione do Niepołomic na tereny byłej garbarni.

## Historia
Tę pierwszą w Krakowie, i jedną z pierwszych w Polsce, pracującą do dziś bez przerwy fabrykę założył przed dwustu laty Antoni Zieleniewski (1770-1831). Antoni był warszawskim kowalem, który przeniósł się do Krakowa i rozpoczął pracę w kuźni Pawła Nowakowskiego (najprawdopodobniej okolice dzisiejszego Placu Dominikańskiego). W 1804 r., po śmierci właściciela, ożenił się z wdową pryncypała i przejął kuźnię.
W dwa lata później, „w przytomności komisarza Magistratu i całej braci cechowej”, Antoni zdobył tytuł magistra sztuki kowalskiej, wykonując drąg, oś i resor do karety. Są to pierwsze znane wyroby rodziny Zieleniewskich. Po śmierci Antoniego Zieleniewskiego zakład przejął jego syn, Ludwik Zieleniewski (1819-1885). W 1846 kuźnia Zieleniewskich, naprawiająca i produkująca powozy, rozpoczęła przygotowania do wytwarzania maszyn rolniczych. W następnym roku Ludwik otrzymał pierwsze zamówienia na maszyny rolnicze. W 1851 z pomocą pożyczki Towarzystwa Rolniczo-Gospodarczego hrabiego Adama Potockiego z Krzeszowic, powstał pałacyk mieszkalny oraz budynek fabryki przy ul. św. Marka 31. Fabryka zatrudniając 50 osób, wyposażona była w pierwszy w Krakowie kocioł parowy i pierwszą maszynę parową. W 1859 fabryka wzbogaciła się o pierwszą w Galicji odlewnię żelaza z modelarnią i piecem do topienia metali, przez kilka lat prowadził ją syn Ludwika, Michał. W 1860 zakłady Zieleniewskiego wyprodukowały pierwszy kocioł parowy dla korpusu kadetów w Łobzowie, w tymże roku zaczęła działać w zakładzie Kasa Chorych.
W czasie powstania styczniowego zakłady produkują armaty dla powstańców. Austriacka żandarmeria przeprowadza kompleksową rewizję fabryki, poszukując broni dla walczącego po drugiej stronie Wisły powstania styczniowego. Po upadku powstania władze carskie zamykają przed Ludwikiem Zieleniewskim rynek Królestwa Polskiego, represje te trwają przez kilka lat. W 1864 r. zakłady wyprodukowały pierwszą na ziemiach polskich maszynę parową dla kopalni węgla w Tenczynku. Rok później Zieleniewski rozpoczyna produkcję sprzętu dla powstającego na Podkarpaciu polskiego przemysłu naftowego. Klientem firmy jest między innymi konstruktor lampy naftowej i posiadacz pierwszej w świecie kopalni ropy naftowej w Bóbrce Ignacy Łukasiewicz. W 1870 r. fabryka przy ul. św. Marka wydaje katalog swych wyrobów. W następnym roku Zieleniewski uruchamia odlewnię żelaza przy ul. Krowoderskiej. Zakłady zostają uhonorowane licznymi dyplomami uznania na wystawie przemysłowej w Warszawie. W 1874 r. Ludwik Zieleniewski dostaje liczne zamówienia w związku z budową Kolei Transwersalnej, Żywiec – Chabówka – Nowy Sącz – Krosno – Sanok – Stanisławów – Husiatyn (750 km), a w 1881 r. pod osobistym nadzorem Ludwika Zieleniewskiego, zakłady wykonały pierwszą wielką konstrukcję mostową.

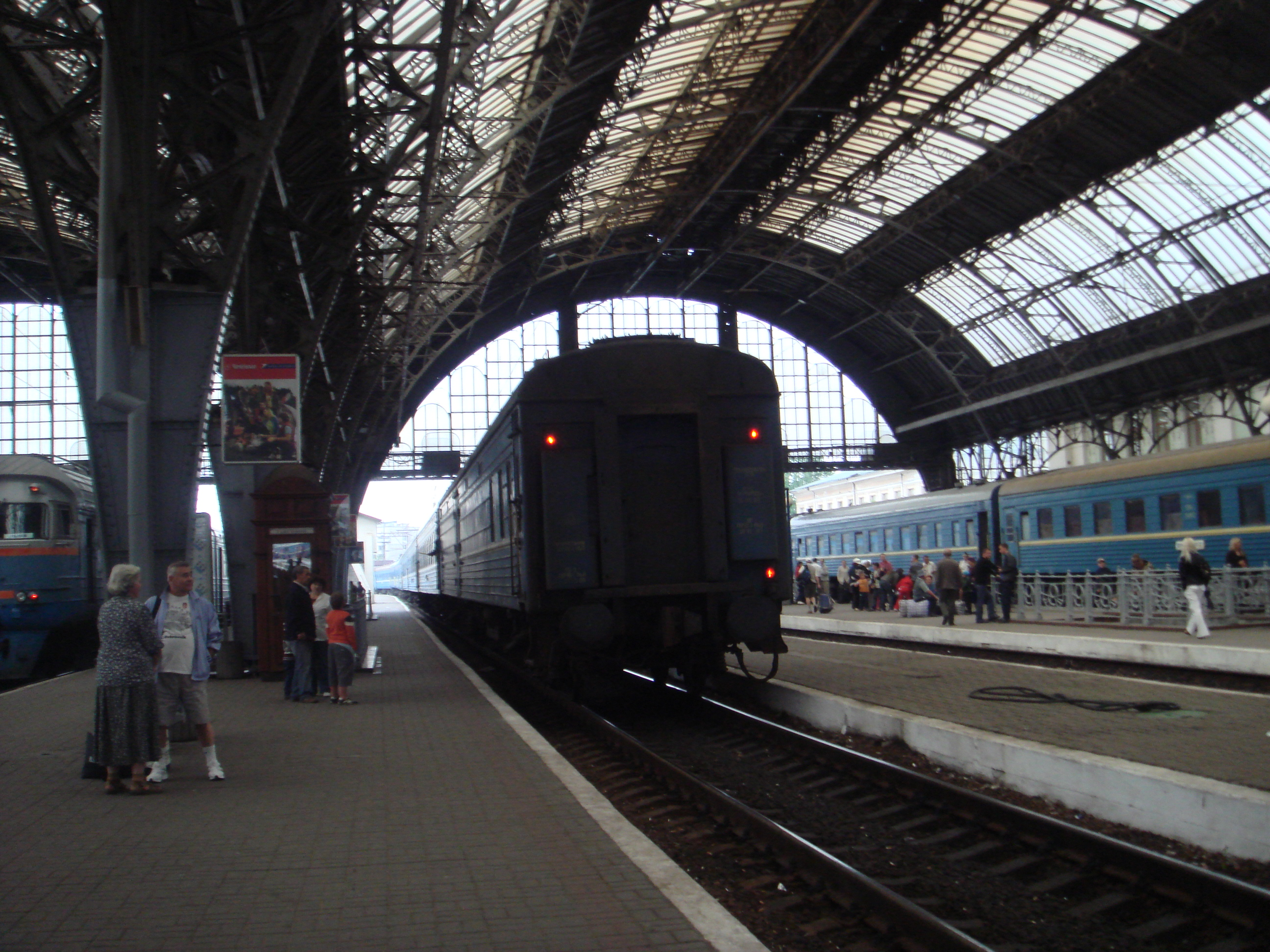
Hala peronowa Dworca Głównego we Lwowie

W 1885 r. umiera Ludwik Zieleniewski, nowymi właścicielami fabryki zostają jego starannie przygotowani, wykształceni i doświadczeni synowie Leon i Edmund. Rok później w fabryce przy ul. św. Marka wybuchł pożar. Spłonęły, warsztat mechaniczny i stolarnia. Władze miasta Krakowa zatwierdzają plany budowy nowego zakładu przy ul. Krowoderskiej, wyposażonego w maszynę parową o mocy 50 KM. W 1894 r. zakłady zaciągają kredyt Banku Hipotecznego w wysokości 30 tys. zł reńskich, co umożliwia przeprofilowanie produkcji. W tym samym roku zakłady zdobyły złoty medal na wystawie krajowej we Lwowie za urządzenia wodociągowe i maszyny parowe. W latach 1890–1900 około 50 procent wartości produkcji zakładów, to wyroby kolejowe. W roku 1905 zmarł Michał Zieleniewski, syn Ludwika Zieleniewskiego. W tym czasie wartość produkcji gwałtownie rośnie, osiągając blisko 1,5 mln koron. „Zieleniewski” wykonuje stacje wodne dla kolei bałkańskich, konstrukcje dworca lwowskiego, oraz szereg wielkich konstrukcji mostowych, W następnym roku fabryka działająca na zasadach spółki rodzinnej przekształca się w towarzystwo akcyjne z kapitałem 1,5 mln koron. Prezesem Rady Nadzorczej został Leon Zieleniewski, jego brat Edmund został dyrektorem naczelnym. Towarzystwo akcyjne uzyskuje kredyty w bankach wiedeńskich, głównie w banku Credit-Anstalt.
W 1907 r. rozpoczęto budowę dużej nowoczesnej fabryki na Grzegórzkach, z bocznicą kolejową i dostępem do Wisły. W dwa lata później spółka akcyjna „Zieleniewski” otrzymała zamówienia na wykonanie trzeciego mostu na Wiśle w Krakowie, a stocznia „Zieleniewskiego” przekazuje policji austriackiej i straży granicznej okręt bocznokołowiec „Melsztyn”, uzbrojony w działo 75 mm. Okręt ten wykorzystała armia polska w wojnie polsko-bolszewickiej. „Melsztyn” był dwukrotnie zatapiany i wydobywany, pływał do 1970 r.
W 1910 r. spółka buduje most żelazny na Dniestrze w Haliczu.
W 1912 r. rozpoczęto budowę odlewni, bocznicy kolejowej, i stoczni rzecznej na Wiśle do produkcji pogłębiarek i parostatków. Zostają zbudowane trzy parostatki: „Tyniec”, „Wanda” i „Kopernik”. Zakłady Zieleniewskiego remontują więźbę dachową wykupionego z rąk austriackich Zamku Królewskiego na Wawelu.
W 1913 r. spółka akcyjna „Zieleniewski” wykupuje Fabrykę Maszyn księcia Lubomirskiego we Lwowie, dochodzi do fuzji z Pierwszym Galicyjskim Towarzystwem Akcyjnym Budowy Wagonów i Maszyn w Sanoku. Zakład S.A. L. Zieleniewski stał się pierwszym w zaborze austriackim przedsiębiorstwem wielozakładowym typu koncernowego. W 1913 roku Koncern Zieleniewskiego rozpoczyna produkcję silników dwusuwowych „Elzeta”, projektu Edmunda Zieleniewskiego. W 1914 r. ciała ofiar zamachu w Sarajewie, następcy tronu Austro-Węgier arcyksięcia Ferdynanda i jego małżonki Zofii transportowane są do Wiednia wagonem-lodówką firmy „L. Zieleniewski”. Rok 1915 to przymusowy zarząd wojskowy w koncernie, większość załogi fabryk zostaje zmobilizowana lub ewakuowana z miasta. Fabryka krakowska przeprowadza remonty sprzętu artyleryjskiego i samochodów wojskowych, współpracuje z czeską hutą „Vitkowice” w produkcji granatników. Rok 1918, rozpad monarchii habsburskiej, odradza się niepodległe państwo polskie. Szef Sekcji Handlu i Przemysłu Polskiej Komisji Likwidacyjnej, Edmund Paweł Zieleniewski jr., przejmuje z rąk kapitulującej armii austriackiej fort na Kopcu Kościuszki. Fabryka Zieleniewskiego zatrudnia 500 robotników. Grzegórzecka fabryka staje się najbardziej znaczącym zakładem koncernu. W następnym roku umiera dyrektor naczelny koncernu Edmund Zieleniewski.

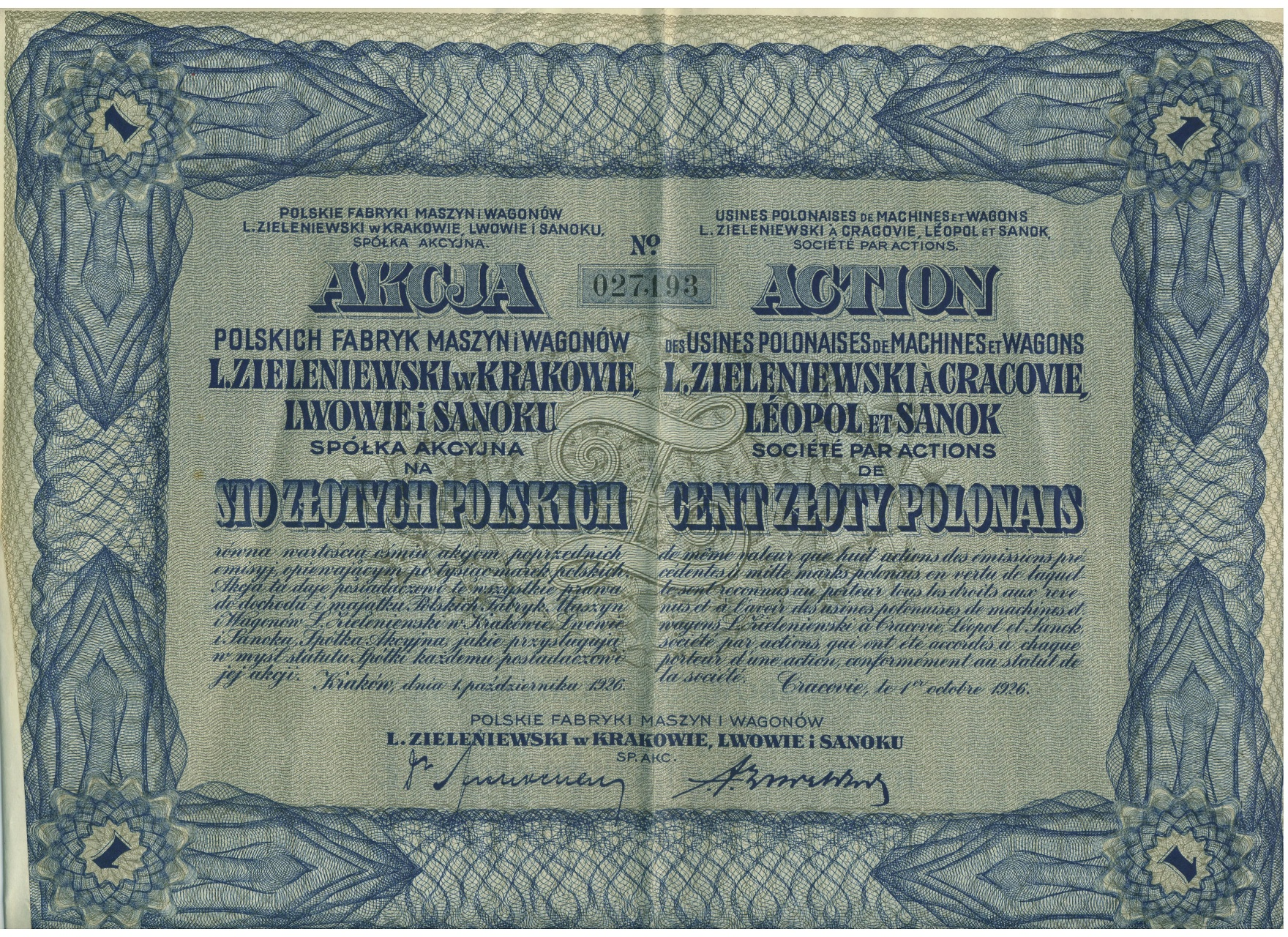
Akcja spółki o wartości nominalnej 100 zł z 1 października 1926 r.

W 1919 r. koncern debiutuje na giełdzie. W 1920 r. koncern dostaje zamówienia rządowe na dostarczenie w latach 1921–1928 ośmiu tysięcy wagonów towarowych i dwóch tysięcy osobowych. W 1921 r. umiera długoletni prezes Rady Zawiadowczej Leon Zieleniewski. W 1922 r., z inicjatywy Antoniego Lewalskiego koncern przejmuje powstającą w Ostrowie Wielkopolskim fabrykę „Wagon”. W następnym roku dochodzi do umowy z pozostającą w rękach niemieckich Hutą Pokój (Friedenshutte). Huta ta staje się posiadaczem większości akcji Koncernu L. Zieleniewski. W 1924 r. koncern zawiera umowę z londyńską firmą Babcock & Wilcox na produkcję licencyjną w krakowskiej fabryce urządzeń kotlarskich. W latach 1924–1930 Edmund Paweł Zieleniewski pełnił funkcję dyrektora administracyjnego fabryki krakowskiej. W zakładzie W. Fitzner w Siemianowicach kierownictwo obejmuje Jan Zieleniewski, syn Edmunda seniora. W 1926 r. koncern przekazuje Polskiej Marynarce Wojennej zbudowany w Krakowie na Grzegórzkach pierwszy z planowanej serii okrętów-monitorów. Okręt ten posiadał 70,3 tony wyporności uzbrojony był w haubicę 100 mm i dwa działa 75 mm. W dwa lata później dochodzi do fuzji z fabrykami w Siemianowicach, Sosnowcu i Dąbrowie Górniczej (S.A. Budowy Kotłów Parowych i Maszyn W. Fitzner i K. Gamper). Siedzibą Zarządu Głównego koncernu zostaje Kraków. Dyrektorem naczelnym zostaje Edmund Zieleniewski, dotychczasowy wicedyrektor zakładu krakowskiego. Głównym mechanikiem fabryki wagonów w Sanoku zostaje inż. Mieczysław Zieleniewski, syn Leona. Pierwsze rodziny robotników „Zieleniewskiego” wprowadzają się do wybudowanej z funduszy socjalnych kolonii robotniczej na Olszy. W 1929 r. grzegórzecka fabryka zatrudnia około tysiąca robotników. W następnym roku w związku z kryzysem gospodarczym dochodzi do drastycznej redukcji zatrudnienia, ponad połowa robotników traci pracę. W 1936 r. koncern bierze udział w budowie COP-u. Rok przed wojną zakład na Grzegórzkach osiąga pełną moc produkcyjną, zatrudnia 1250 robotników i produkuje 11 033 ton urządzeń, maszyn i konstrukcji.
W 1939 r., po zajęciu Krakowa przez armię niemiecką „Zieleniewski” zostaje zaliczony do firm produkujących na rzecz niemieckiego przemysłu zbrojeniowego. W fabryce rozpoczyna się działalność konspiracyjna, polegająca na zaopatrywaniu struktur podziemia, w części produkowanego nielegalnie uzbrojenia. W 1945 r., 15 stycznia Niemcy rozstrzeliwują na Dąbiu 79 osób, wśród nich kilku pracowników Zieleniewskiego.

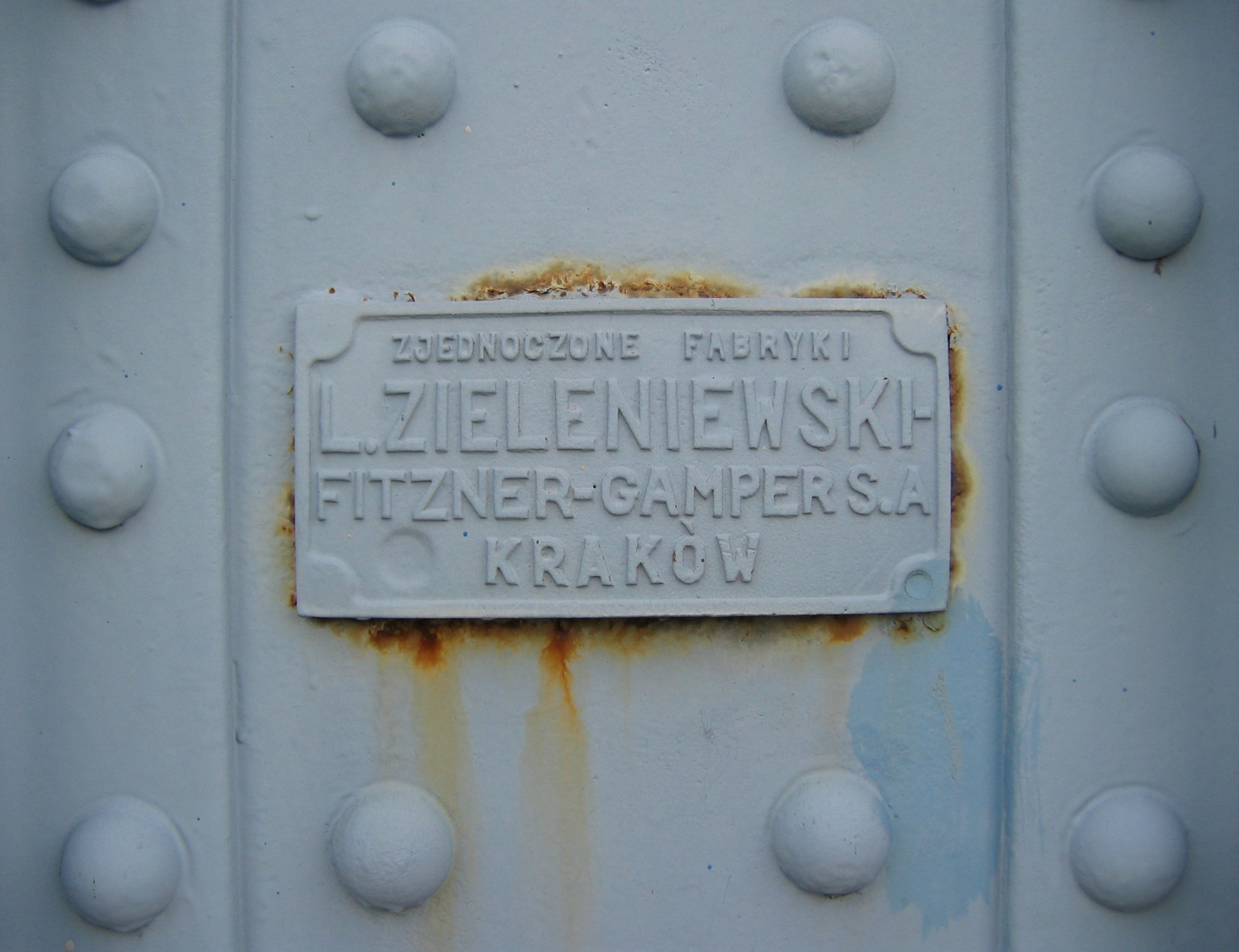
Tabliczka znamionowa mostu na Wiśle w Krakowie wykonanego przez Zjednoczone Fabryki L. Zieleniewski-Fitzner-Gamper S.A.

Po wkroczeniu Armii Czerwonej, 18 stycznia, rusza odbudowa zakładu. W 1947 r. 21 czerwca, fabryka staje się własnością państwa. Operację przeprowadza Główna Komisja do Spraw Upaństwowienia Przedsiębiorstw. Roczny plan produkcyjny wykonano w 119 procentach. W 1950 r. przy fabryce zostaje oddany do użytku nowo wybudowany Dom Socjalny z salą widowiskową na 800 miejsc i kinem „Związkowiec”. W 1951 r. narastają problemy kadrowe w związku z budową Nowej Huty. W rok później zakłady otrzymują imię rozstrzelanego przez Niemców, w 1942 r. Stanisława Szadkowskiego, krakowskiego działacza Komunistycznej Partii Polski oraz Polskiej Partii Robotniczej, który w wieku 25 lat w 1920 r. przez dwa tygodnie pracował w „Zieleniewskim”. Zakłady „Szadkowskiego” zostają podporządkowane Zjednoczeniu Budowy Maszyn Ciężkich ZEMAK w Warszawie. W 1955 r. zakłady podejmują produkcję eksportową. W 1959 r. zakłady zostają uhonorowane Sztandarem Przechodnim Związku Zawodowego Metalowców, rozpoczynają rywalizację o tytuł Brygady Pracy Socjalistycznej. W 1960 r. przyjęto program rozbudowy i modernizacji „Szadkowskiego”, zakład dysponuje Domem Socjalnym, Domem Matki i Dziecka, blokiem mieszkalnym, pawilonem klubu sportowego i domem wczasowym w Zawoi. W 1964 r. „Szadkowski” przechodzi do Zjednoczenia Przemysłu Budowy Urządzeń Chemicznych „Chemak” w Warszawie. W 1970 r. zakłady zatrudniają rekordową liczbę robotników, około 2 tysięcy. W 1978 r. powstaje Muzeum Zakładowe. W 1981 r. przeprowadzono plebiscyt, z inicjatywy Wiktora Zieleniewskiego – syna Edmunda jr, załoga wypowiada się za przywróceniem nazwiska Zieleniewski w nazwie przedsiębiorstwa.
W 1990 r. zostaje przywrócona firmie nazwa Ludwika Zieleniewskiego. W 1996 r., 70-letnia krakowska firma „Wolfram”, odkupuje od „Zieleniewskiego” odlewnię. W dwa lata później dochodzi do sprzedaży części majątku fabryki, m.in. 4,8 ha gruntu kupuje firma „Pergranso” – właściciel sieci marketów Leclerc. W 2000 r. Narodowy Fundusz Inwestycyjny PIAST SA sprzedaje „Wolframowi” strategiczny pakiet 60 procent akcji „Zieleniewskiego”. W 2004 r. Zakłady Budowy Maszyn i Aparatury im. Ludwika Zieleniewskiego obchodzą 200 rocznicę powstania, jako najstarsza fabryka Krakowa.
W 2008 r. Zakłady Budowy Maszyn i Aparatury zostają ostatecznie przeniesione z Krakowa do Niepołomic, na tereny byłej garbarni.

## Budynek przy ul. św. Krzyża w Krakowie

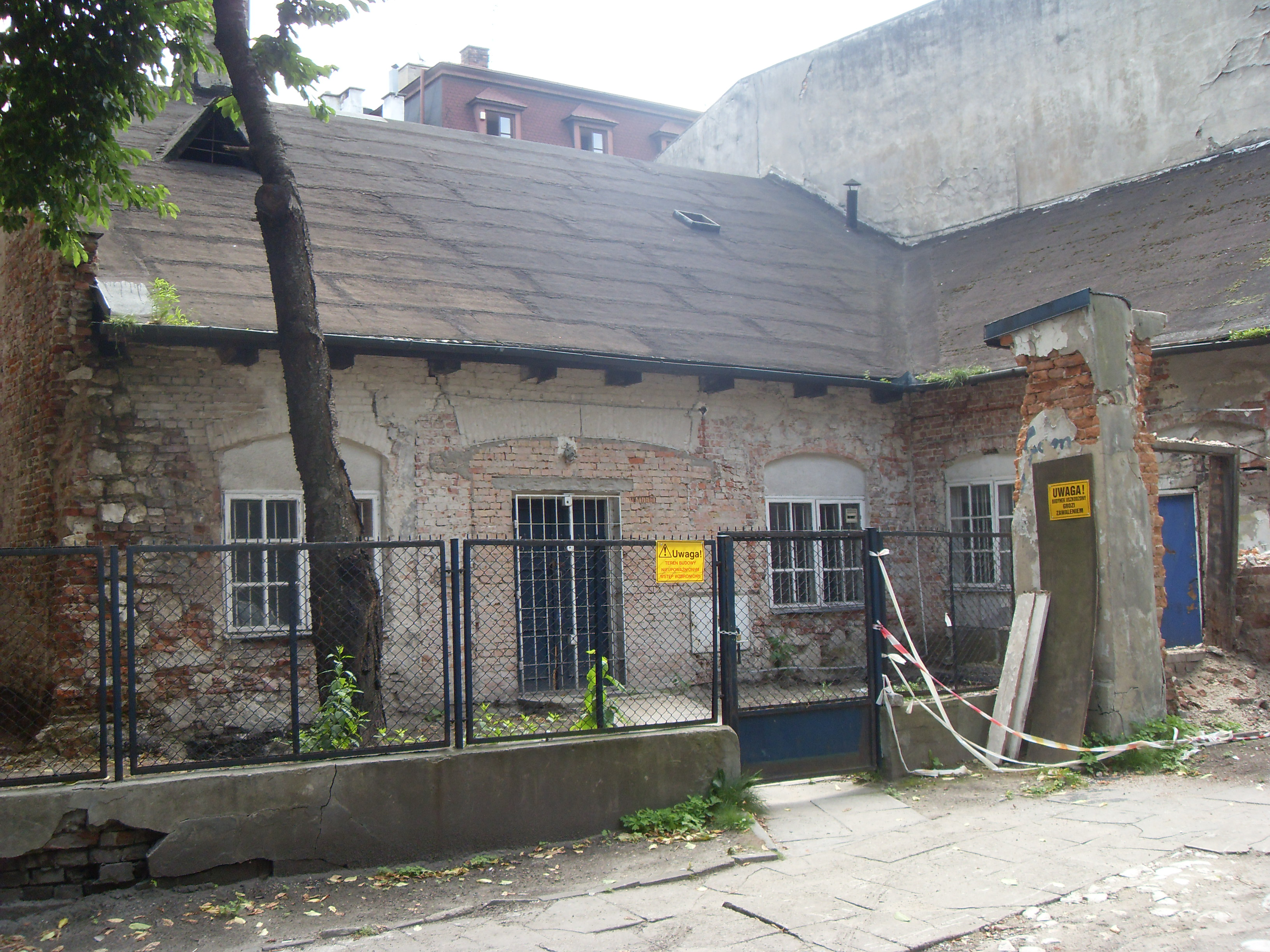
Dawna kuźnia Zieleniewskich przy ul. św. Krzyża w Krakowie – widok od strony dziedzińca

Budynek przy ul. św. Krzyża 16 w Krakowie stanowi integralną część zespołu fabrycznego wybudowanego w 1851 r. i działającego w tym miejscu do 1886 r. Jest to pałac właściciela fabryki, do którego przynależy dziedziniec oraz ogród. W miejscu tym zainstalowano jedną z pierwszych w Krakowie maszyn parowych. Prowadzi tędy Krakowski Szlak Techniki – szlak tematyczny dziedzictwa przemysłowego w Krakowie utworzony 6 kwietnia 2006. W 2009 runęła fasada budynku.